# Чанг Наварро, Хуан Пабло
Хуан Пабло Чанг Наварро-Левано (исп. Juan Pablo Chang Navarro-Lévano, 12 апреля 1930, Лима, Перу — 9 октября 1967, Ла-Игера, Боливия) — перуанский революционер, один из основателей Армии национального освобождения, соратник Че Гевары.